# Benyllus nigrifacies
Benyllus nigrifacies là một loài tò vò trong họ Ichneumonidae.